# Сан Себастијано (Вибо Валенција)
Сан Себастијано је насеље у Италији у округу Вибо Валенција, региону Калабрија.
Према процени из 2011. у насељу је живело 122 становника. Насеље се налази на надморској висини од 671 м.